# Université des finances du gouvernement russe
L'université des finances près le gouvernement russe est l'ancien Institut d’État des finances de Moscou.

## Histoire

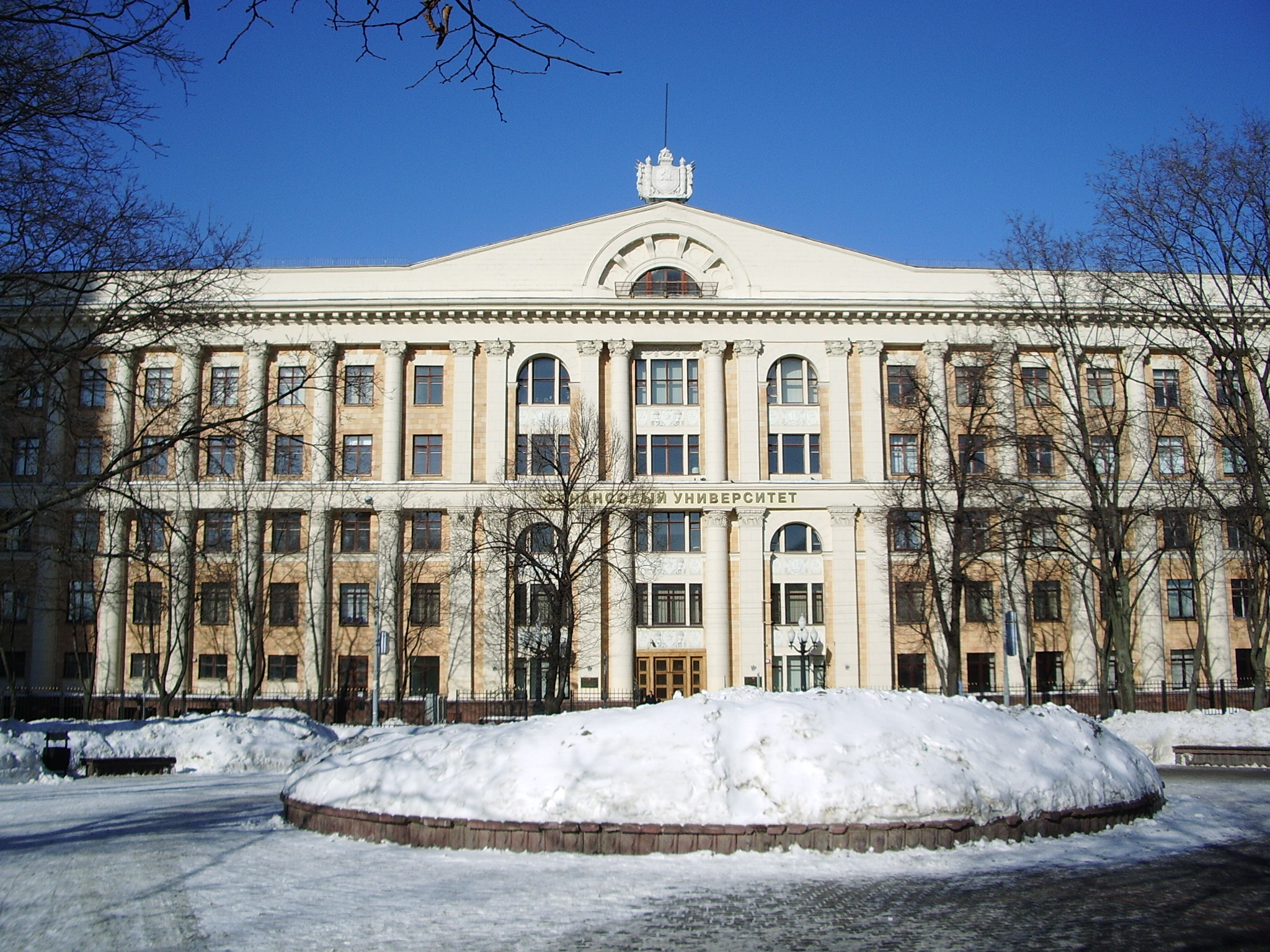
Façade de l'Université des finances

### L’époque soviétique
L’histoire de l’université des finances de Russie remonte au mois de décembre 1918 lorsque le Commissariat au peuple des finances de la RSFSR (instituée après le coup d’État du 25 octobre 1917) a décidé de fonder un établissement de formation supérieure de nouveaux cadres bolcheviks après avoir exterminé les anciens financiers de l’Empire russe.
Ainsi a été fondé le 2 mars 1919 l’Institut économique et financier de Moscou dont le premier recteur fut Dmitri Bogolepov, ancien élève de l’université de Moscou et commissaire adjoint aux finances de la RSFSR.
En septembre 1946, l’Institut économique et financier de Moscou a été fondu avec un autre établissement d’enseignement supérieur économique fondé en 1931, et l’établissement nouveau a été rebaptisé Institut des finances de Moscou.

### En Russie d'aujourd'hui
En 1991 l’Institut des finances de Moscou a été réorganisé en Académie des finances de Moscou (statut supérieur). Le président Boris Eltsine par un oukase a placé l’Académie des finances sous la tutelle directe du gouvernement de la fédération de Russie.
Son recteur est M. Mikhaïl Eskindarov depuis 2006.
L'Académie des finances a été officiellement renommée en 2010 en université des finances près le gouvernement de la fédération de Russie.

## Anciens élèves célèbres
- Alexeï Navalny
- Mikhaïl Prokhorov
- Anton Silouanov
- Sergueï Stepachine
- Mikhaïl Tchiguir
- Tatiana Valovaya
- Lilia Tchanycheva